# Золотая медаль имени М. В. Келдыша
Золотая медаль имени М. В. Келдыша присуждается Российской академией наук (до 1991 года — Академией наук СССР) с 1980 года за выдающиеся работы в области прикладной математики и механики. Носит имя российского учёного Мстислава Всеволодовича Келдыша.

Обратная сторона медали с 1992 года
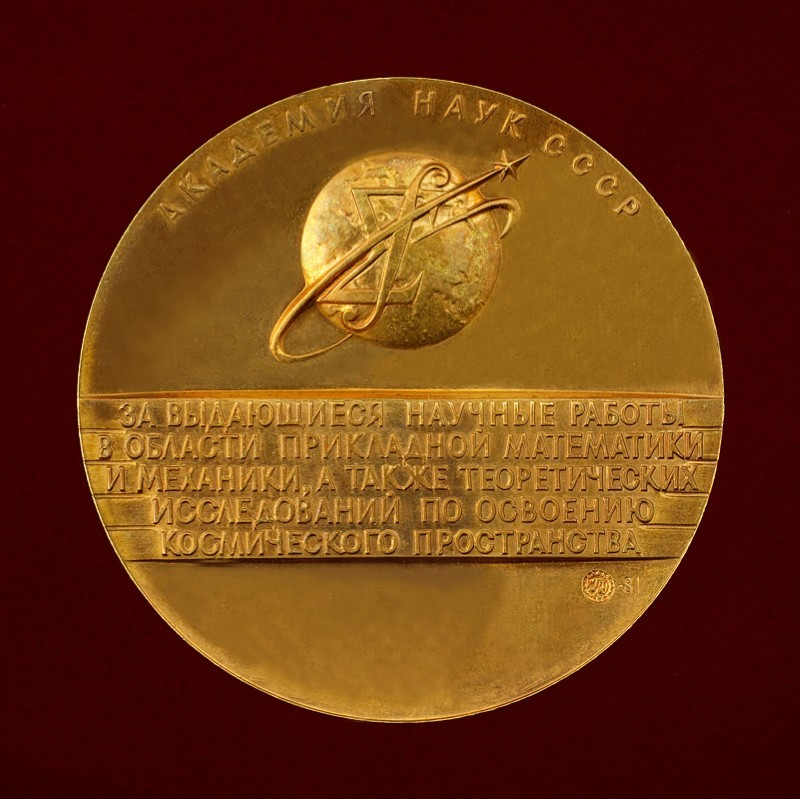
Обратная сторона медали до 1992 года

## История
Медаль была учреждена по предложению Академии наук СССР Постановлением ЦК КПСС и Совета министров СССР от 17 июля 1978 г. № 691 «Об увековечении памяти академика М.В. Келдыша и обеспечении его семьи». До 1996 года медаль вручалась раз в три года. С 1996 года медаль вручается раз в пять лет.

## Награждённые учёные
На начало 2021 года награда была вручена следующим учёным:
| Год  | Лауреат премии                      | За какие работы |
| ---- | ----------------------------------- | --- |
| 1980 | Марчук, Гурий Иванович              | за цикл работ «Развитие и создание новых методов математического моделирования»                                             |
| 1984 | Забабахин, Евгений Иванович         | за цикл работ по неограниченной кумуляции энергии                                                                           |
| 1987 | Котельников, Владимир Александрович | за цикл работ по исследованию космического пространства                                                                     |
| 1990 | Тихонов, Андрей Николаевич          | за цикл работ «О методах регуляризации широких классов неустойчивых задач математической физики»                            |
| 1993 | Гончар, Андрей Александрович        | за работы по теории аппроксимации                                                                                           |
| 1996 | Кочина, Пелагея Яковлевна           | за цикл работ по гидродинамике и теории фильтрации                                                                          |
| 2001 | Охоцимский, Дмитрий Евгеньевич      | за выдающиеся результаты в области прикладной математики и механики                                                         |
| 2006 | Садовничий, Виктор Антонович        | за цикл работ по спектральной теории операторов                                                                             |
| 2010 | Энеев, Тимур Магометович            | за цикл работ по механике и управлению движением                                                                            |
| 2016 | Маров, Михаил Яковлевич             | за выдающийся вклад в космические исследования и решение крупных научных проблем в области прикладной математики и механики |
| 2021 | Четверушкин, Борис Николаевич       | за выдающиеся результаты в области прикладной математики и механики                                                         |